# بلوزا
بلوزا (به عربی: بلوزا) یک منطقهٔ مسکونی در لبنان است که در شهرستان بشری واقع شده‌است.
 بلوزا   ۱٬۳۲۰ متر بالاتر از سطح دریا واقع شده‌است.